# Stor-Nöttjärnen, Ångermanland
Stor-Nöttjärnen är en sjö i Örnsköldsviks kommun i Ångermanland och ingår i Gideälvens huvudavrinningsområde.